# Замчисько (річка)
Замчи́сько, Замчиське, Став — річка в Україні, в межах Костопільського району Рівненської області. Права притока Горині (басейн Прип'яті).

## Опис
Довжина 28 км. Площа водозбірного басейну 336 км². Похил річки 1,6 м/км. Долина завширшки до 3 км. Заплава заболочена. Річище слабозвивисте, завширшки 10—12 м. Використовується на водопостачання, як водоприймач меліоративної системи, задля рекреації.

## Розташування
Замчисько бере початок у колишньому селі Юзефівка у місці злиття 2 річок Забори та Коломієць. Тече територією Костопільської рівнини переважно на північний захід. Впадає до Горині на північний захід від села Підлужне. 
Притоки: Забора (ліва), Коломієць (права).

## Населені пункти
Над річкою розташовані такі села, та місто (від витоків до гирла): Мала Любаша, Костопіль, Корчів'я, Велика Любаша, Підлужне.